# Mésorégion métropolitaine de Rio de Janeiro
La mésorégion métropolitaine de Rio de Janeiro est une des six mésorégions de l'État de Rio de Janeiro. Elle est formée par la réunion de trente municipalités regroupées en cinq microrégions. Elle s'étale sur une aire de 10 222 km2 pour une population de 12 270 632 habitants (IBGE 2005).
C'est la plus grande, la plus riche et la plus densément peuplée de l'État. C'est sur son territoire que se situe la capitale de l'État, Rio de Janeiro, et la plus grande partie des communes de plus de 100 000 habitants.

## Microrégions[1]
- Itaguaí
- Macacu-Caceribu
- Rio de Janeiro
- Serrana
- Vassouras

## Mésorégions limitrophes
- Baixadas Littorales
- Centre Fluminense
- Sud Fluminense